# Emma Bejanyan
Emmy (n. 12 aprilie 1984, Erevan, Republica Sovietică Socialistă Armeană, URSS) este o cântăreață armeancă.
A fost aleasă să reprezinte Armenia la Concursul Muzical Eurovision 2011 cu melodia Boom Boom.
Însa, în urma semifinalei, Armenia nu s-a calificat, pentru prima oară în istoria Eurovisionului.